# Jacques Depelsenaire
Jacques Depelsenaire, né à Montignies-sur-Sambre le 17 juin 1923 et mort à  Charleroi (Marcinelle) le 17 mai 2009, est un architecte urbaniste belge .

## Biographie
Jacques Depelsenaire est le fils de l'architecte Marcel Depelsenaire originaire d'Ath et de Marthe Grenier. Il a deux fils, dont l'un, Dany, est également architecte et l'autre, Yves, psychanaliste.
Il fait ses études secondaires à l’Athénée de Charleroi, qu'il termine en 1940. Assez tôt, il révèle des dons pour le dessin et peint des aquarelles.
Il suit ensuite des études d'architecture et obtient son diplôme d'architecte à l'Académie royale des Beaux-Arts de Liège en  1944. Il effectue par après deux ans de spécialisation en urbanisme.
À sa sortie des études, il devient assistant à l'Académie royale des Beaux-Arts de Liège et professeur d'architecture à l'École d'Art de Charleroi. Son père lui cède son agence d'architecture peu après la Seconde guerre mondiale.
En décembre 1948, il obtient le Prix de Rome pour le projet de « Cité modèle » que sera Charleroi avec ses constructions rationnelles et équipements urbanistiques fonctionnels,. Cette distinction lui permet d'être choisi pour la réalisation de plusieurs bâtiments publics dont le Palais de justice de Charleroi et le Centre de délassement de Marcinelle. En 1953, il reçoit le Prix du Hainaut récompensant des artistes de la province ayant produit dans tous les domaines de l’art « une œuvre digne d’intérêt »
Le 19 février 1991, il est désigné « Architecte de l'Année » par le magazine Arch Life. Son Award lui permettra de redorer la profession et d'encourager les jeunes.
Il est le concepteur du premier piétonnier de Charleroi à la rue de Dampremy.
Il décède le 17 mai 2009, à Marcinelle.

## Réalisations architecturales
- Centre de délassement de Marcinelle, 1958.
- Hôpital civil de Charleroi, 1959 (fermé le 19 octobre 2014, détruit en 2018).
- Institut Médical de Traumatologie et de Réadaptation de Loverval, 1962[10].
- Centre Albert, tour de bureaux, Charleroi,1964.
- Immeuble à appartements, boulevard Audent, 26, à Charleroi, 1964[11].
- Institut du verre à Charleroi, 1967.
- Palais de justice de Charleroi, 1968.
- Immeuble à appartements, au boulevard Audent 31 à Charleroi, 1970[11].
- Tour de Reuze, à Dunkerque, 1974.
- Avant-port de Calais.
- Aménagement balnéaire de Nieuport.
- Palais du verre, extension du Palais de Justice, Charleroi, 2010.

## Galerie

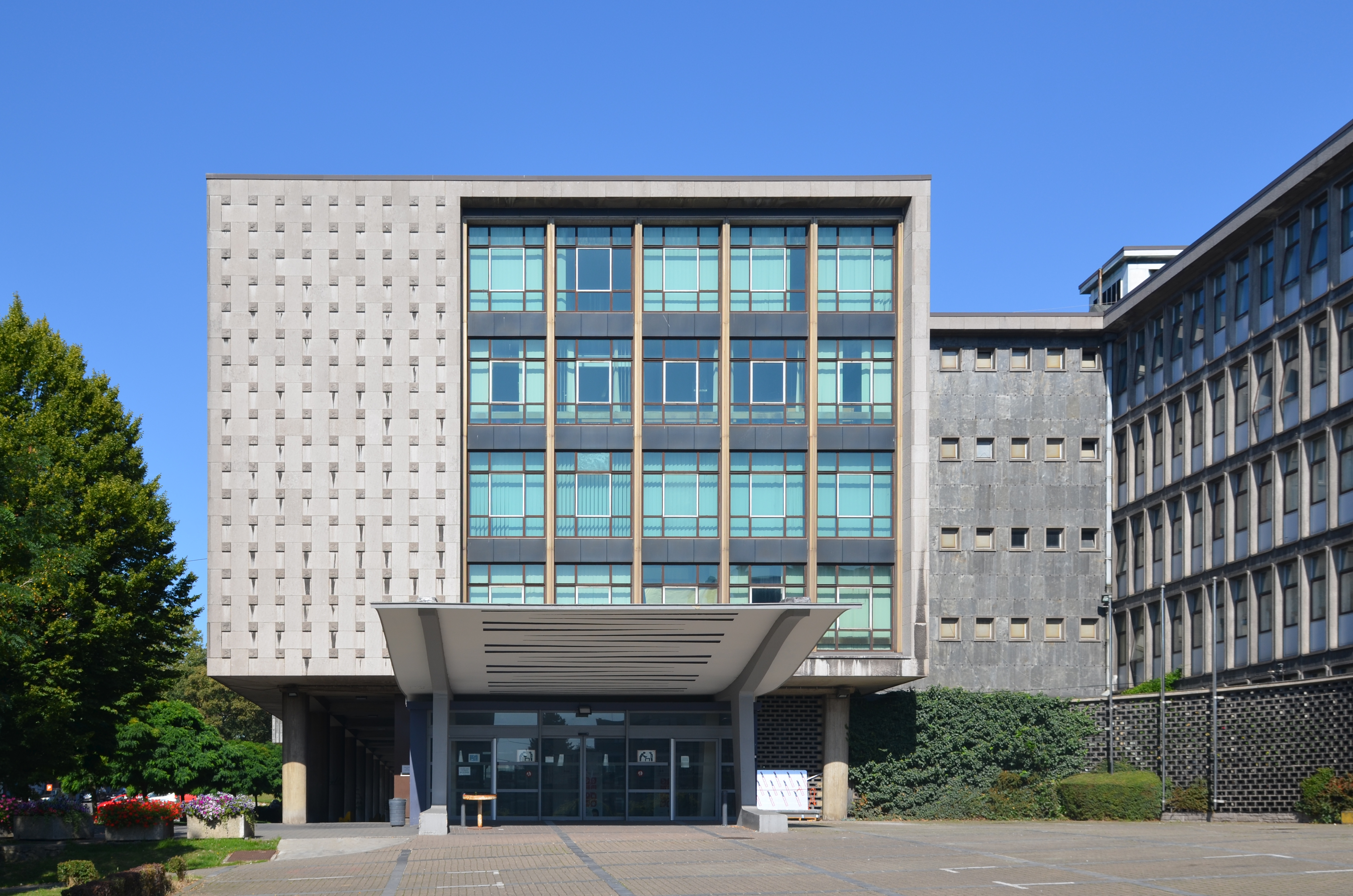
Palais de Justice de Charleroi.
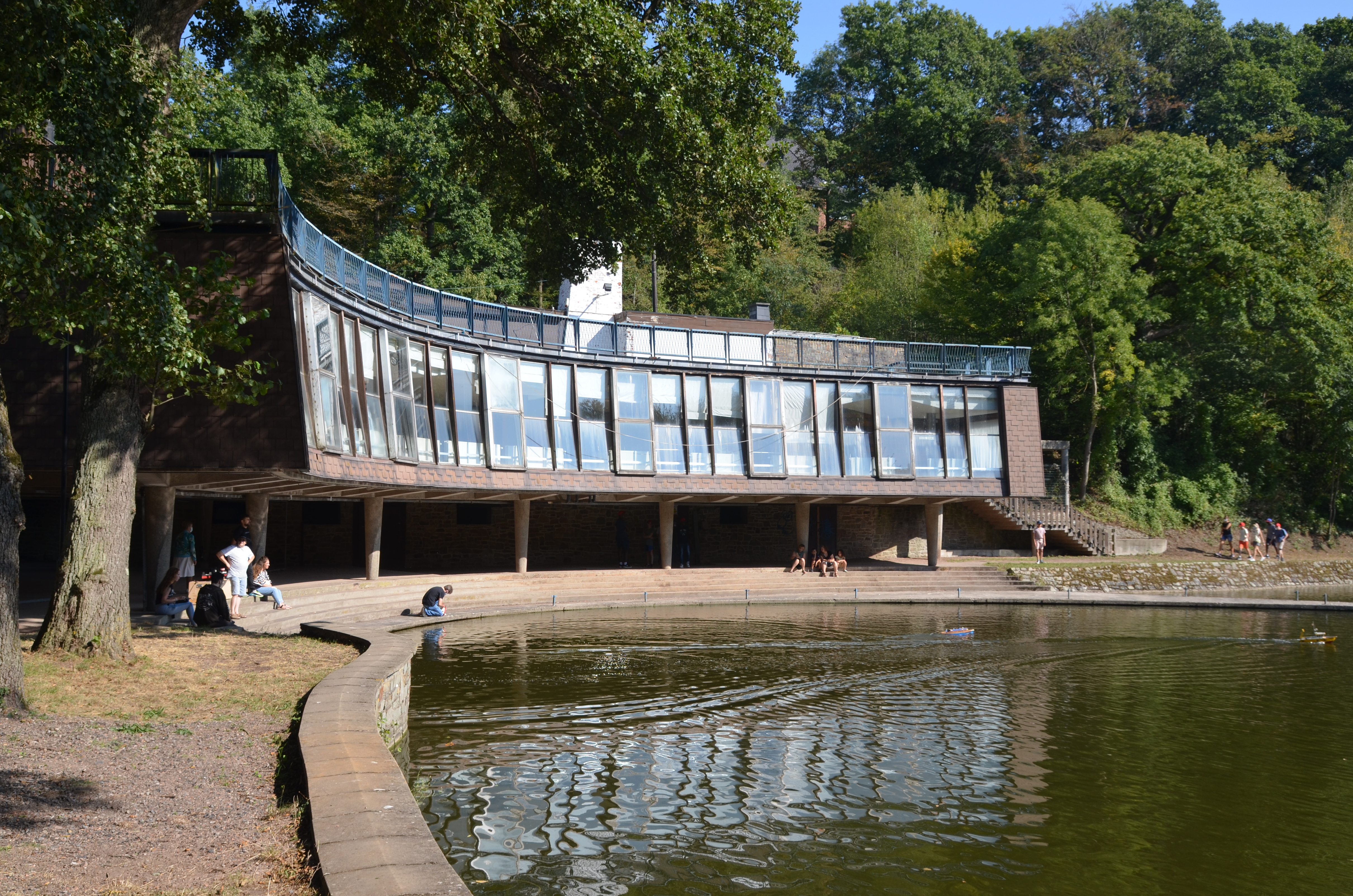
Centre de délassement de Marcinelle.
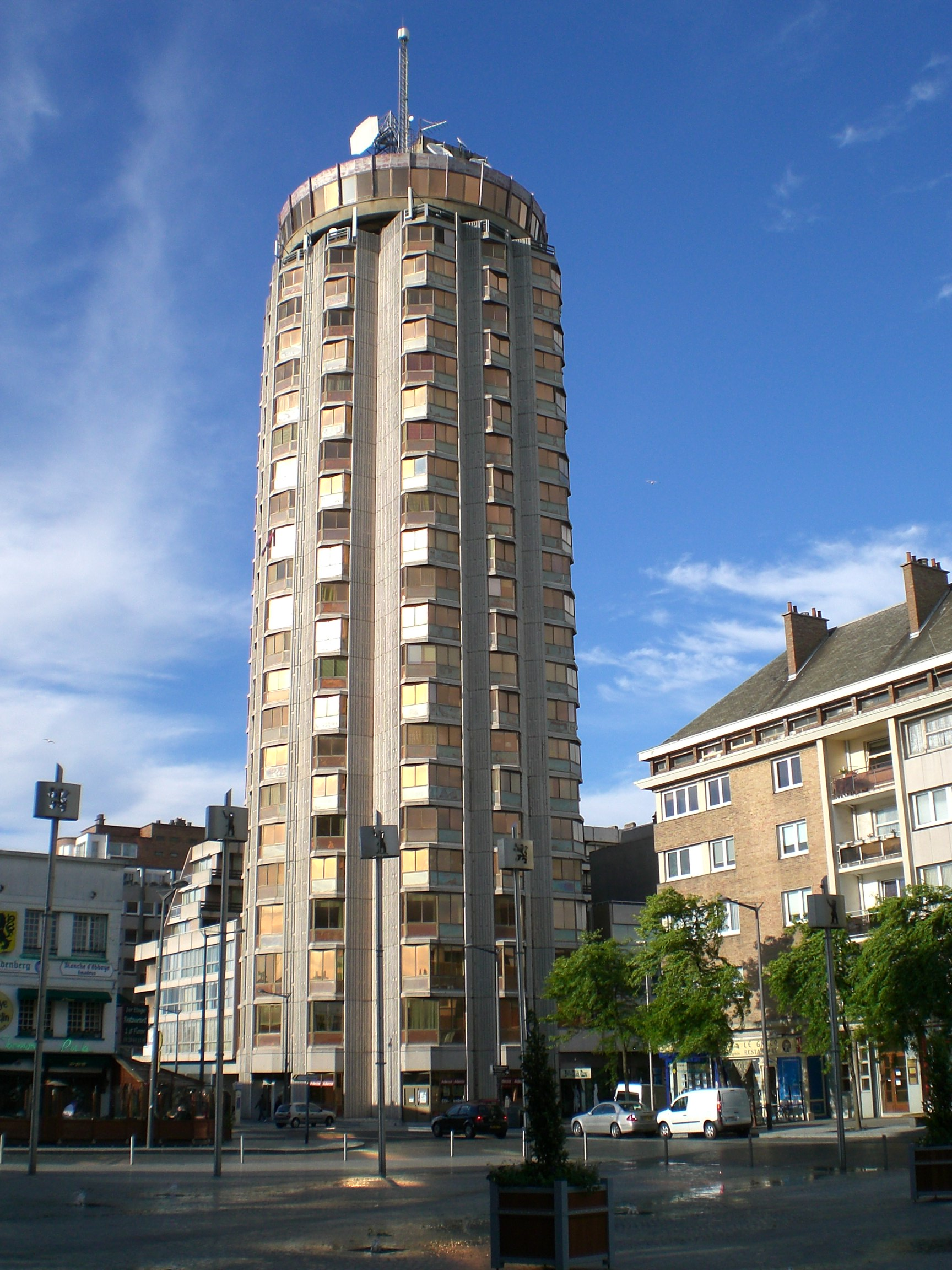
Tour de Reuze de Dunkerque.

## Distinctions
- Prix de Rome d'architecture, 1948.
- Plaquette d'honneur de la ville de Liège, 1949[12].
- Prix du Hainaut, 1953.
- Architecte de l'Année par le magazine Arch Life, 1991.
- Lauréat de deux prix au salon des inventeurs de Paris et de Moscou, 2001[13].

## Hommages
En 2015, le parc à l'arrière du Palais de justice de Charleroi a été nommé en son honneur « parc Jacques Depelsenaire ».